# ایوان دوکه مارکز
ایوان دوکه مارکز (اسپانیایی: Iván Duque Márquez‎؛ زادهٔ ۱ اوت ۱۹۷۶) یک حقوقدان و سیاست‌مدار کلمبیایی است که در تاریخ ۱۷ ژوئن ۲۰۱۸ در مرحله دوم انتخابات ریاست جمهوری کلمبیا با ۱۲ درصد آرای بیشتر بر رقیب خود گوستاوو پترو پیروز شد. وی که نامزد جریان راست میانه‌رو به نام حزب «دمکراتیک میانه‌رو-دست‌های قوی و قلب‌های بزرگ» بود؛ رئیس‌جمهور سابق کلمبیا است. مارکز از سوی احزاب مخالف به دلیل ادامه ندادن مذاکرات صلح بدون قید و شرط (پس از حمله تروریستی ۱۷ ژانویه) با (فارک) نیروهای مسلح انقلابی کلمبیا، همچنین استفاده از واحدهای ضد شورش در اعتراضات عمدتاً مسالمت آمیز و ادعای استفاده از سلاح‌های کوچک آتشزا توسط پلیس مورد انتقاد قرار گرفته‌است. وی در خنثی کردن شورش اعتراضات ۲۰۲۰ بوگوتا، که ۱۳کشته و بیش از ۴۰۰زخمی برجای گذاشت نقش داشته‌است.

## مواضع
وی علیه «فارک» مواضع سختگیرانه‌ای دارد و از همین رو گفته‌است که در مواد توافق ۲۰۱۶ دولت با فارک تغییراتی ایجاد خواهد کرد. وی خواهان اقتصاد آزاد، کاهش مالیات برای سرمایه‌گذاران، تقویت بخش نفت و سوخت‌های فسیلی و صادرات است.

## پیروزی در انتخابات
ایوان دوکه با پیروزی در انتخابات ریاست‌جمهوری کلمبیا به ریاست جمهوری رسید.
وی بعد از این پیروزی به مردم کلمبیا وعده داده‌است که قصد دارد در جهت متحد کردن کشورش گام بردارد.
معاون اول رئیس‌جمهوری ایوان دوکه، مارتا لوسیا رامیرس بعنوان اولین زن در این منصب در تاریخ کلمبیا است.

## اعتراضات
اعتراضات کلمبیا ۲۰۱۹–۲۰۲۰ مجموعه ای از اعتراضات بود که از ۲۱ نوامبر ۲۰۱۹ آغاز شده‌است. صدها هزار کلمبیایی در حمایت از روند صلح کلمبیا و علیه دولت مارکز تظاهرات کردند.
اعتراضات ۲۰۲۱ کلمبیا در ۲۸ آوریل ۲۰۲۱ علیه افزایش مالیات پیشنهاد شده توسط دولت مارکز و در میان بیماری همه گیر کرونا آغاز شد. و همچنان ادامه دارد.